# Vaitele
Vaitele est une ville des Samoa, voisine d'Apia, la capitale du pays. Avec une population de quelque 5 200 habitants (recensement 2006), il s'agit de la troisième ville du pays derrière Apia et Salelologa.
On y trouve des écoles, une église et quelques commerces.